# 서석초등학교 항곡분교
서석초등학교 항곡분교는 대한민국 강원도 홍천군에 있었던 공립 초등학교이다.

## 학교 연혁
- 1941년 6월 7일 : 항곡간이학교 개교(설립인가 3월 31일)
- 1946년 4월 1일 : 항곡국민학교 승격
- 1996년 3월 1일 : 항곡초등학교로 개칭
- 1999년 3월 1일 : 서석초등학교 항곡분교장으로 편입
- 2009년 3월 1일 : 제22대 김시훈 교장 부임
- 2010년 2월 10일 : 제80회 졸업식 거행
- 2016년 2월 29일 : 서석초등학교 본교로 통폐합[1]

## 참고 자료
- 서석초등학교항곡분교장 - 한국교육학술정보원 학교알리미